# Massacre d'Akwaya
Le massacre d'Akwaya a eu lieu le 25 juin 2022 dans le village de Ballin dans la région du Sud-Ouest du Cameroun. 

## Contexte
Un litige frontalier de longue date opposait les villages de Ballin et de Mavass, habités respectivement par les ethnies Mesaka et Oliti. Un porte-parole de l'Église presbytérienne du Cameroun déclare que des pourparlers de paix étaient en cours d'organisation, mais que les représentants d'aucune des communautés n'avaient accepté d'y participer. Selon des sources locales, le massacre est précédé par l'assassinat d'hommes Oliti qui avaient installé des postes de contrôle à Ballin quelques jours auparavant.

## Déroulement
Les assaillants ont incendié plus de cinquante maisons et ont attaqué la résidence de Marin Aka, un politicien local qui assistait aux funérailles de son frère. Les autorités ont retrouvé au moins 26 corps, dont cinq Nigérians, bien que le nombre de morts soit estimé à 32. Les auteurs ont également détruit un hôpital pendant le massacre.
Les autorités sanitaires camerounaises n'ont pas été en mesure d'organiser l'évacuation des blessés, de sorte que les villageois ont dû les transporter eux-mêmes vers le centre de santé le plus proche. Ceux qui présentaient des blessures graves ont été évacués au Nigeria pour y être soignés. Selon l'Église presbytérienne du Cameroun, un certain nombre d'entre eux sont morts avant d'atteindre un hôpital nigérian.

## Responsabilité
Les autorités gouvernementales ont déclaré que le massacre avait été commis par des insurgés séparatistes, ce que les rebelles ont nié, suggérant plutôt qu'il avait été commis par des rebelles nigérians. L'Église presbytérienne du Cameroun a signalé que le massacre d'Akwaya était en fait lié à un conflit foncier entre Ballin et le village voisin de Mavass. Les responsables locaux ont déclaré que Mavass avait engagé des séparatistes pour mener l'attaque.